# Conops strigatus
Conops strigatus – gatunek muchówki z podrzędu krótkoczułkich i rodziny wyślepkowatych.
Gatunek ten opisany został w 1824 roku przez Christiana R.W. Wiedemanna.
Muchówka o smukłym ciele długości od 9 do 12 mm. Głowa jej ma trójkątne czarne plamy na policzkach, małą czarną plamkę między oczami a czułkami oraz czarną plamę na żółtym czole, zachodzącą na nasady czarnych czułków. Listewki przyoczne i krawędzie otworu gębowego porasta srebrzyste opylenie. Ryjek jest długi, czarny. Skrzydła cechuje przydymienie przedniego brzegu. Barwa przezmianek jest jasnożółta. Boki tułowia mają smugi srebrzystego opylenia przechodzące na czarne biodra. Odnóża są brązowe z czarnymi stopami, brunatnymi zaciemnieniami na udach. Czarny odwłok ma na tylnych brzegach segmentów wąskie, żółte, często wcięte przepaski. Narządy rozrodcze cechuje raczej mała teka.
Owad znany z Irlandii, Wielkiej Brytanii, Francji, Belgii, Holandii, Niemiec, Danii, Szwecji, Finlandii, Szwajcarii, Austrii, Włoch, Polski, Litwy, Czech, Słowacji, Węgier i Rumunii.